# Andreaea vulcanica
Andreaea vulcanica är en bladmossart som beskrevs av Paul Pablo Günther Lorentz 1864. Andreaea vulcanica ingår i släktet sotmossor, och familjen Andreaeaceae. Inga underarter finns listade i Catalogue of Life.